# هارولد كينغ
هارولد كينغ (بالإنجليزية: Harold King)‏ هو مصرفي وسياسي أسترالي، ولد في 11 يوليو 1906، وتوفي في 24 أغسطس 1983. حزبياً، نشط في تحالف الليبرالية والريفي. وقد انتخب عضو مجلس النواب جنوب أستراليا من الجمعية عن دائرة Electoral district of Chaffey ‏ وقد انضم خلال فترته النيابية (3 مارس 1956 – 2 مارس 1962)  للكتلة البرلمانية تحالف الليبرالية والريفي.